# Tunebo
Tunebo (U'wa), skupina indijanskih plemena porodice Chibchan iz Kolumbije. Nastanjuju šume na istočnim obroncima Anda na sjeveroistoku zemlje. Sastoje se od 3 glavne skupine, to su: a) Agua Blanca ili zapadni Tunebi; b) Cobaría ili Centralni Tunebi; i c) Barro Negro ili Istočni Tunebi. Ove razne tunebo skupine sluiže se s više jezika i dijalekata.
Tunebo ekonomija počiva na hortikulturi, lovu, ribolovu i sakupljanju. 
Svoja polja ne pale (tehnika posijeci-i-spali), nego se vrtovi od 4-6 hektara rekultiviraju na poljoprivrednom tlu koje je ležalo na ugaru. Uzgaja se slatka (neotrovna manioka), slatki krumpir, avokado, ananas, i drugo u nižim dolinama, dok u višim dolinama sade korjenasto i gomoljasto bilje khethuma (canna; Canna sp.),  torona  (Xanthsoma cordifolia),  thara  (Oxalis sp.); razno jestivo lišće guasca, unta (Galinsoga parviflora), kopriva (Urtica dioica), kayshtara  (Urea baccifera), i ukara (Erythrina sp.); i nekoliko vrsti banana. Kućni agrar uključuje, kukuruz, duhan i feferone, a grah u višim planinskim zonama. Žene su najodgovornije za većinu poslova u vrtu, oko sadnje, pljevidbe korova i žetve. 
Muškarci u lov idu ponajčešće noću. Lovac ide u lov sam ili u društvu sa sinom ili bratom, a luk i strijela je tradicionalno oružje za lov na arborealne životinje, one koje većinu vremena provode na drveću. veće kopnene životinje love se kolektivno i pomoću zamki. Najčešći ulovi su pekari, tapir, jelen, mravojed, armadillo ili tatu, pake, vjeverice, majmuni, i neke ptice (tukan, makau).
Neke skupine Tuneba prakticiraju i lov na sitne životinjice koje se također koriste u prehrani, među kojima se nalaze i glodavci, iguane, žabe, puževi, larve i gusjenice.
Ženskom poslu pripada i ribolov, a žene se u tom poslu služe s mrežama i barbaskom, vrstom otrova koji se dobiva iz biljke Lonchocarpus, a paralizira ribu. Muški i dječji ribolov nema značaja, a love tek s udicom i povrazom.

## Izvoori
1. ↑  Tunebo